# قائمة البعثات الدبلوماسية في باريس
تحوي هذه القائمة البعثات الدبلوماسية في فرنسا، حيث يوجد في باريس 160 مكتب للسفارات والقنصليات.

## السفارات في باريس
|  |

|  |

|  |

|  |

|  |

|  |

|  |

|  |

|  |

|  |

## بعثات أو وفود أخرى في باريس
| البلد  | العنوان                 | المنطقة                       | صورة المركز | العنوان الرسمي |
| ------ | ----------------------- | ----------------------------- | ----------- | -------------- |
| فلسطين | 14، شارع القائد لياندري | الدائرة الخامسة عشرة في باريس |             | [ 160 ]        |
| كيبيك  | 66، شارع برجولسي        | الدائرة السادسة عشرة في باريس |             | [ 161 ]        |
| تايوان | 78، شارع العالم         | الدائرة السابعة في باريس      |             | [ 162 ]        |